# Magie (Pământul de Mijloc)
Magia, definită aici prin activități mistice, paranormale sau supranaturale, apare sub diverse forme în tărâmul Pământului de Mijloc, creat de către J.R.R. Tolkien.

## Legile naturii
În Pământul de Mijloc există un tărâm al umbrei(Mordor) unde creaturi precum Nazgûlii  (Duhurile inelelor) au o prezență distinctiv diferită față de cea observabilă în lumea normală. Acest lucru poate fi dedus din descrierile lui Frodo Baggins, căci, în timp ce poartă Inelul, își face apariția în acea lume, pe lângă Nazgûli, și Marele Elf Glorfindel. Alte creaturi ce s-ar putea să fie legate de acel tărâm sunt Duhurile Gorganelor, fantoma ce blesteamă petrecerea lui Barahir și Oamenii Morți din Dunharrow.
Profeția este adevărată în Pământul de Mijloc: Boromir și Faramir au "vise reale" despre Inel și hobbit, iar Glorfindel prezice modul în care va pieri Regele-vrăjitor. Mandos a prezis blestemul ce poarta numele de Blestemul lui Mandos Noldorilor. Orice jurământ al lui Eru Ilúvatar sau al Valarilor includea și un fel de magie, precum și teribilul jurământ al lui Fëanor.
Magia are de asemenea un efect și asupra lumii însăși: în Eregion, pietrele comunica intre ele si mai ales dezvaluie lucruri de mult apuse (animism).
Și, desigur, în Pământul de Mijloc, creaturi precum dragoni, orci, gnomi și elfi, Enti (totusi sa nu uitam de Tom Bobandil care pare neafectat de nici un fel de actiune din exterior) sunt reale.

## Obiecte și construcții magice
Un prim exemplu ar fi Ușa lui Durin din Khazad-dûm: ușa însăși este de natură fizcă, deci există în lumea reală, însă runele-lunii și deschiderea ei cu ajutorul unei parole sunt elemente supranaturale și, prin urmare, magice. Runele-lunii au fost descoperite și de către Elrond pe harta lui Thorin a Muntelui Singuratic, dezvăluindu-i modalitatea de a deschide intrarea secretă. Combinația specială de circumstanțe spațiale și temporale poate fi considerată de asemenea o formă de magie.
În același mod, săbiile elfești și Númenoreene nu sunt doar arme create cu măiestrie, ci sunt înzestrate în mod frecvent cu puteri magice, cum ar fi  pumnalele lui Merry si Pippin pe care razboinicii lui Saruman le arunca parca ar fi arsi, sabia Sting, ce strălucește albastru atunci când vreun orc se află prin apropiere, sau pumnalul Morgul cu care a fost injunghiat Frodo, care, atunci cand Glorifindel l-a luat in mana s-a "cutremurat". Vocea lui Saruman poate fi încadrată și ea în această categorie, deoarece sunetul ei exercită un efect similar cu hipnoza, însă mai puternic (aceasta poate veni de la faptul ca Saruman este din neamul Maiarilor ca si Gandalf, Radagast sau insusi Sauron). Palantírii sunt asemănători televizoarelor moderne, dar în Pământul de Mijloc sunt clar fermecați, asemănându-se mai mult cu globurile de cristal folosite de către prezicători. Nu în ultimul rând sunt Inelele Puterii însele.

## Vrăji, ritualuri și antropomorfism
Se stie ca autorul nu a fost de acord sa utilizeze covantul magie. Astfel, magia "actuală", precum cea din poveștile cu zâne, nu prea se întâlnește decât în Hobbitul, fiind si prima carte. Totusi in toate scrierile se pot întâlni, artificii spectaculoase, posibilitatea de a lua mai multe forme sau oameni ce inteleg graiul pasarilor. Deși magia nu prea este prezentă în alte lucrări, în Stăpânul Inelelor, Tolkien scrie totuși cum Gandalf folosește vrăjipentru a invoca focul (poate Gandalf poate invoca focul pentru ca el este purtatorul Inelului de Foc) si pentru a ține ușa din Camera din Mazarbul (și cum Balrogul deschide ușa cu un blestem ce vine din Lumea Straveche ce-l fac pe Gandalf sa se simta slabit, chiar el spunand ca blestemul a fost nimicitor), Regele-vrăjitor este cunoscut drept un vrăjitor cu multa putere intunecata, ce vine de la stapanul sau care in Stravechime este cunoscut ca un mare vrajitor intunecat care era stapan pe toate creaturile infricosatoare și cum Galadriel își folosește oglinda pentru a privi trecutul, prezentul și viitorul chiar de acestea pot fi incerte. De asemenea, în poveștile din Silmarillion, Lúthien și Beren își schimbă forma pentru a patrunde în Angband, iar Finrod cântă vrăji pentru a-și ascunde identitatea față de Sauron. Sa nu uitam de cainele din Valinor, Huan, caruia ii era sortit sa vorbeasca de trei ori in viata (3 cifra magica). Melian folosește magia pentru a crea o barieră în jurul ținutului ei, Doriath, care pentru un timp pare impenetrabil tuturor.
Primele două categorii sunt specifice Pământului de Mijloc, prin urmare nefiind recunoscute drept magie în poveștile respective. Ultimele două grupe sunt greu de combinat într-o formulă satisfăcătoare: deși este clar vorba de magie, aceasta nu provine de la o singură sursă și este foarte disimilară. Acestă diferență este confirmată de către Galadriel în Stăpânul Inelelor.